# Gehrels 1
Komet Gehrels 1 (uradno ime je 90P/Gehrels, tudi 90P/Gehrels 1), je periodični komet z obhodno dobo okoli 14,9 let.
 Pripada Jupitrovi družini kometov .

## Odkritje
Komet je odkril Tom Gehrels 11. oktobra 1972 na Observatoriju Palomar v Kaliforniji, ZDA.